# Château de Judenbourg
Le château de Judenbourg ou château de Gutenbourg est une ruine de château fort situé sur le territoire de la commune française du Bonhomme dans le massif des Vosges, dans le département du Haut-Rhin (Haute-Alsace).
Les ruines du château se trouvent au-dessus du village du Bonhomme, à environ 15 km au sud-ouest de la ville de Sainte-Marie-aux-Mines et à 25 kilomètres à l'ouest-nord-ouest de Colmar.

## Histoire
Les nouvelles historiques concernant le château de Gutenbourg, autrefois également appelé château de Gudenburg et situé à l'est du château du Hohnack, dont il faisait partie des annexes, sont rares. Les deux châteaux ont souvent été concernés par les mêmes événements historiques.
En 1199, un document mentionne un Ulricus de Gotenburg nommé d'après le château. En 1437, le château de Judenbourg est mentionné dans un document (Hohennack und Judenburg, die burge). Décembre 1417, le roi Sigismond à Constance donne en fief le château de Hohnack et ses annexes, dont la maison de Judenbourg, ainsi qu'un certain nombre d'autres terres à son conseiller, le comte Hans Grafen von Lupfen (de). Après le décès du comte Lupfen, le château de Hohnack et ses annexes revinrent aux Ribeaupierre en 1437.
L'emplacement de ce château occupant un éperon rocheux permettait de surveiller les allées et venues des troupes lorraines qui passaient par le col du Bonhomme.
En 1551, le seigneur de Hohnack fit construire dans le village des fonderies d'argent dont les minerais proviennent de Sainte-Marie-aux-Mines. Aujourd'hui, il ne reste plus que des ruines de ce château qui a été détruit en 1639 par les Suédois.
Au début de l'année 1648, la localité du Bonhomme avec le château de Gutenbourg faisait partie de l'office de Hohnack ou Urbeis de la seigneurie de Ribeaupierre. En 1780, le château de Judenbourg était déjà dévasté.

## Valorisation du patrimoine
Un sentier de randonnée permet de parcourir un tour d'une distance de 2,3 kilomètres en passant par les ruines du château de Gutenbourg, de là il est possible d'admirer un paysage remarquable sur le village du Bonhomme.